# Ernst Piehl
Ernst Piehl (* 1. November 1943 in Konin (Polen)) ist ein deutscher Politologe. Er leitete als europäischer Beamter verantwortungsvolle europäische Institutionen.

## Leben
1950 mussten seine Eltern mit neun Kindern nach Deutschland aussiedeln und kam über Hannover nach Ibersheim, Kreis Worms, heute Worms-Ibersheim. Seit 1974 ist er mit einer Französin verheiratet. Sie haben drei Kinder.
1950–58 besuchte er die Volksschule Ibersheim und von 1958 bis 1964 das Staatliche Aufbaugymnasium in Alzey, wo er das Abitur ablegte. Von 1960 bis 1970 wirkte Piehl beim Deutsch-Französischen Jugendwerk als Gruppenleiter und Bildungsreferent. Zwischen 1964 und 1969 belegte er ein Studium der Politischen Wissenschaften an der Freien Universität Berlin mit Abschluss zum Diplom-Politologen. 1970–73 erfolgte seine Promotion zum Dr. rer. pol. in Berlin, neben beruflicher Tätigkeit in Düsseldorf. 
Piehl wurde ab 1965 aktives Mitglied mit Wahlfunktion bei Europa-Union Deutschland und Europäische Bewegung. 1967–69 war er Bundesvorsitzender beim Europäisch-Föderalistischer Studentenverband (EFS-JEF). Piehl war ab 1969 Lehrbeauftragter für europäische Themen bei der FH Duisburg-Essen, FU Berlin, an den Volkshochschulen Düsseldorf und Berlin und dem Europakolleg Brügge. 
Von 1969 bis 1975 war er Referent beim Wirtschafts- und Sozialwissenschaftliches Institut des Deutschen Gewerkschaftsbundes (DGB) in Düsseldorf und wechselte dann als Exekutiv-Direktor zum Europäischen Jugendwerk (EJW) beim Europarat in Strasbourg. Dort befasste er sich mit der Jugendpolitik in den europ. Institutionen. Ab 1980 arbeitete Piehl beim Europäischen Gewerkschaftsbund (EGB) in Brüssel als Mitglied im Leitungsteam und war verantwortlich für Sozial-, Regional-, Forschungs-, Bildungs- und Berufsbildungspolitik.
1984 wurde er Direktor am Europäischen Zentrum für die Förderung der Berufsbildung (CEDEFOP) der EU in Berlin. 1994 übernahm er die Leitung des Informationsbüro des Europäischen Parlaments in Deutschland in Berlin, Unter den Linden. Piehl wechselte 1996 als Hauptverwaltungsrat/„Programm-Manager“ zur Europäischen Kommission in Brüssel. 
Am 1. September 2001 trat er in den Vor-Ruhestand der Europäischen Kommission und nimmt noch ehrenamtliche Engagements, Experten- und Beratertätigkeiten wahr, in den Prozessen der Erweiterung, der Partnerschaft und der Nachbarschaft der EU.

### European-Cycling-Touren
Piehl ist seit 2009 Initiator und Organisator der 'European-Cycling-Touren', einer privaten Radtour mit Mitarbeitern von Institutionen der Europäischen Union. Ziel ist die Werbung für Europa und für die Europäische Integration. Auch 2014 erfolgten wieder in wichtigen Städten entlang des Rheinstromes, von Bregenz bis Rotterdam, Empfänge mit den politisch Verantwortlichen, rechtzeitig für die Europawahl 2014.

## Veröffentlichungen
Von Piehl stammen fünf Bücher und ca. 50 Aufsätze in Zeitschriften, Sammelschriften und Handbüchern (Berliner Wissenschafts-Verlag) zu den Themen: Beziehungen der EU zu ihren mittel- und osteuropäische Nachbarn:
- Multinationale Konzerne und internationale Gewerkschaftsbewegung, 1974, ISBN 3-434-10059-8.
- Runde Tische für Europa in allen neuen Bundesländern und Berlin: Beiträge zum Integrationsprozess von Ostdeutschland in die Europäische Union, 1995, ISBN 978-3-7946-0433-3.
- Europa in Ostdeutschland: Zur Zwischenbilanz und zu den Perspektiven der europäischen Strukturförderung in den Neuen Bundesländern und Berlin, sowie in den Reformländern von Mittel- und Osteuropa, 1996, ISBN 978-3-7713-0528-4.
- Der Europäische Beschäftigungspakt: Entstehungsprozess und Perspektiven, 2000, ISBN 978-3-7890-6552-1.
- Die offene Flanke der Europäischen Union, Russische Föderation, Belarus, Ukraine und Moldau, 2005, ISBN 3-8305-0898-0.